# Kentaro Shigematsu
Kentaro Shigematsu (Tokio, 15 april 1991) is een Japans voetballer.

## Carrière
Kentaro Shigematsu speelde tussen 2010 en 2012 voor FC Tokyo en Avispa Fukuoka. Hij tekende in 2012 bij Ventforet Kofu.